# Dentsu

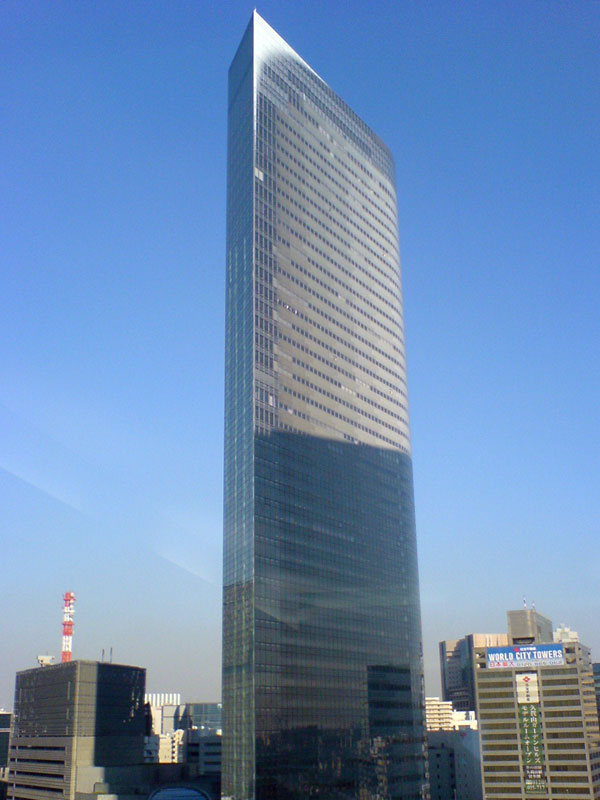
Dentsus högkvarter i Shiodome, Tokyo

Dentsu (japanska: 株式会社電通?, Kabushiki-gaisha Dentsū; engelska: Dentsu Incorporated) är Japans största reklambyrå, med en omsättning nära 2 000 miljarder yen. Företaget grundades 1901 som Nihon Kōkoku.